# ハンコック (映画)
『ハンコック』(Hancock) は、2008年のアメリカのスーパーヒーロー映画。ピーター・バーグ監督、ウィル・スミス製作・主演作品。

## ストーリー
高速で空を飛び、車も楽々投げ飛ばす怪力を持ち、不老不死で銃弾をもはじき返す肉体を持つ男ジョン・ハンコック。その超人パワーを使って悪人退治や人助けを行うが、周囲に一切配慮しない行動のせいで街に甚大な被害を与えてしまう。また、彼はアルコール依存症で酒癖が悪く、言葉遣いも汚い横柄な態度は市民から嫌われていた。
ある日、慈善活動「オールハート」のプレゼンに失敗し落胆していたレイ・エンブリーは、自身の不注意から列車に轢かれかけた所をハンコックに助けられる。家まで運んでもらったレイはハンコックを家に招待し、妻メアリーとその息子アーロンと共に食事をした後、ハンコックにスーパーヒーローになるためのイメージ戦略を持ちかけた。その場では乗り気でない様子を見せるハンコックだが、後日レイの提案に乗ることを決めると彼の家を再訪する。
レイは過去の行動が記録された映像を見せてハンコックに行動の改善を促すが、彼は一向に聞き入れようとしない。一方でメアリーはハンコックと関わることを快く思っておらず、彼を糾弾するニュース番組を見せてレイに諦めさせようとする。しかしレイは世間の声を逆手に取り、ハンコックを刑務所へ収監させて彼の必要性を証明することを思いつく。ハンコックが刑務所での暮らしを渋々ながらも受け入れると、収監から5日でロサンゼルスの犯罪発生率は30％上昇していた。
収監から2週間が経ち、ハンコックにも心境の変化が起き始めていた頃、警察署長から救援の要請が入る。レイが用意したコスチュームを着て現場に到着したハンコックは、建物や道路を無駄に壊すことなく銀行強盗犯のケネス・“レッド”・パーカーJr を捕まえ、無事に人質を救出する。ハンコックの見事な活躍を目にした市民は拍手で彼を迎えていた。
ハンコックがレイとメアリーと共にレストランでのディナーを楽しんでいると、アーロンはレイの連れ子でメアリーとは再婚であることを知らされる。一方のハンコックも、マイアミの救急病棟で目覚めるより前の記憶がなく、ポケットに残っていたのはチューインガムと『フランケンシュタイン』のチケット2枚だけで身元は不明、退院時に看護師から「サインを書け」という意味で「ジョン・ハンコックを書け」と言われた際に、それが自分の名前であると勘違いしてしまったことを明かす。これが80年前の出来事で当時の新聞にも取り上げられたと続け、「知り合いが誰一人名乗り出ないほどの嫌われ者だ」と自嘲するハンコックだが、話を聞いたメアリーは不意に涙を流していた。
ディナーの後、泥酔したレイを家まで送ったハンコックは、帰り際にメアリーへキスをしてしまう。最初は受け入れたメアリーだが、怪力でハンコックを家の外まで投げ飛ばすと、レイには黙っておくように釘を刺して家へと戻っていった。
翌日、ハンコックがメアリーを問いただすと、ハンコックよりも自分の方が強いこと、同じような能力を持った者は他にもいたが今では自分達だけであること、自分達は兄妹であることを告げる。兄妹という関係に納得できないハンコックがレイに事情を話すため飛び立つと、追いかけてきたメアリーとの大喧嘩に発展し、街へ多大な被害を与えた挙句、レイにその様子を見られてしまう。3人がレイの家に揃うと、メアリーはハンコックとかつて夫婦であったことを明かし、その場から去っていった。
レイの家を出たハンコックは立ち寄った店で強盗を撃退するが、いつもと違って銃弾が通じており重傷を負ってしまう。ハンコックが病院に運び込まれるとメアリーが駆けつけ、自分達は神に男女一対の存在として創られ、近づけば能力を失い普通の人間になっていくことを明かす。ハンコックの体に残る古い傷跡はメアリーを助けるためについた物であり、80年前の記憶喪失も『フランケンシュタイン』を見に行った際に強盗に襲われ重傷を負った後遺症だった。メアリーは自分達が真に結ばれかけると常に邪魔が入ることから、神が世界を守る“保険”としてハンコックを生かしている（＝能力を失わないようにしている）と考えていた。
その時、復讐のために脱獄したケネス達が病院に現れハンコックを襲撃し、彼を庇ったメアリーが銃弾を受けてしまう。ハンコックは病院に来ていたレイとアーロンを守り、傷つきながらも脱獄犯達を撃退していくが、最後に残ったケネスの銃弾によって重傷を負う。ケネスはレイの不意打ちによって倒されるが、ハンコックとシンクロしたようにダメージを受けていたメアリーは心肺停止状態に陥っていた。2人が離れれば能力が戻ると聞いていたハンコックは彼女を救うため、傷ついた体で病院から飛び降り、メアリーから離れていく。徐々に能力を取り戻したハンコックが飛び去った時、メアリーは意識を取り戻していた。
それから1ヶ月後、外出中のレイにハンコックから電話がかかってくる。促されるままレイが夜空を見上げると、月に「オールハート」のシンボルマークが描かれていた。

## キャスト
| 役名                        | 俳優                       | 日本語吹替    |
| --------------------------- | -------------------------- | ------------- |
| ジョン・ハンコック          | ウィル・スミス             | 江原正士      |
| メアリー・エンブリー        | シャーリーズ・セロン       | 本田貴子      |
| レイ・エンブリー            | ジェイソン・ベイトマン     | EXILE MAKIDAI |
| アーロン・エンブリー        | ジェイ・ヘッド             | 津村まこと    |
| ケネス・“レッド”・パーカー  | エディ・マーサン           | 後藤哲夫      |
| ホッティ                    | ヘイリー・マリー・ノーマン | 木下紗華      |
| ミッシェル                  | ダエグ・フェアーク         | 山戸めぐみ    |
| バス停の少年                | アッティカス・シェイファー | 川田妙子      |
| マイク                      | トーマス・レノン           | 佐藤晴男      |
| ジェレミー                  | ジョニー・ガレッキ         | 勝杏里        |
| 巡査                        | ダレル・フォスター         | 星野充昭      |
| 警察署長                    | グレッグ・ダニエル         | 千々和竜策    |
| 女性警官                    | リズ・ウィッカー           | 田村聖子      |
| リポーター                  | チャー・カルヴィン         | 世戸さおり    |
| 重役                        | ブラッド・リーランド       | 楠見尚己      |
| 重役                        | アキヴァ・ゴールズマン     | 高橋圭一      |
| 重役                        | マイケル・マン             | 中博史        |
| 踏切の群集                  | ライアン・ラディス         | 疋田高志      |
| 踏切の群集                  | エリザベス・デネヒー       | 込山順子      |
| 踏切の群集                  | レスリー・バーガー         | 定岡小百合    |
| ナンシー・グレイス (本人役) | ナンシー・グレイス         | 岡田栄美      |
| 医師                        | スティーヴン・ビショップ   | 堀江一眞      |
| 囚人                        | ドナルド・ギブ             | 廣田行生      |
| 囚人                        | マトリックス・フィトン     | 乃村健次      |
| 囚人                        | アラン・ハーヴィ           | 伊藤栄次      |
| 囚人                        | ジャック・アクセルロッド   | ふくまつ進紗  |
| 囚人                        | エディ・J・フェルナンデス  | 天田益男      |
| 囚人                        | アンソニー・レデスマ       | 西凜太朗      |
| 囚人                        | ドミニス・プランピン       | 澤田将考      |
| 囚人                        | マーズ・クレイン           | 広田みのる    |
| バス停の女性                | ミシェル・レモン           | 西崎果音      |
| 女性3                       | 不明                       | 安士百合野    |
| 女性4                       | 不明                       | 長谷瞳        |

## スタッフ
- 監督: ピーター・バーグ
- 脚本: ヴィンセント・ノー、ヴィンス・ギリガン
- 製作: アキヴァ・ゴールズマン、マイケル・マン、ウィル・スミス、ジェームズ・ラシター
- 製作総指揮: イアン・ブライス、ジョナサン・モストウ、リチャード・サパースタイン
- 撮影監督: トビアス・A・シュリッスラー
- 美術: ニール・スピサク
- 編集: ポール・ルベル、コルビー・パーカー・ジュニア
- VFXデザイナー: ジョン・ダイクストラ
- VFX: ソニー・ピクチャーズ・イメージワークス
- 衣装: ルイーズ・ミンゲンバック
- 音楽: ジョン・パウエル
- キャスティング: フランシーヌ・メイスラー
- 日本語字幕: 戸田奈津子
- 日本語版制作スタッフ: 石見純一（演出）、松崎広幸（吹替版翻訳）、ACクリエイト（制作会社）

## 公開
2008年、7月から9月にかけて70以上の国と地域で公開された。公開1週目の2008年7月4日から6日にかけての週末興行成績では、北米とその他55の地域で1位となった。日本では同年8月23日と8月24日に先行上映を行ったのち、8月30日から本公開、同日公開の話題作『20世紀少年』を抑え初登場1位を記録した。総興行成績は31億円。

## 備考
- 原案の題名は『Tonight, He Comes』であり、制作段階で主人公の名前を採った『John Hancock』に改題されたが、最終的にはラストネームのみとなった[6]。
- 劇場公開版（92分）と、未公開シーンが追加されたエクステンデッド版（102分）の2つのバージョンが存在し、セル版ブルーレイには両方のバージョンが収録されている[7]。